# Oliarus brevilinea
Oliarus brevilinea är en insektsart som beskrevs av Matsumura 1910. Oliarus brevilinea ingår i släktet Oliarus och familjen kilstritar. Inga underarter finns listade i Catalogue of Life.